# Wacław Lutomski

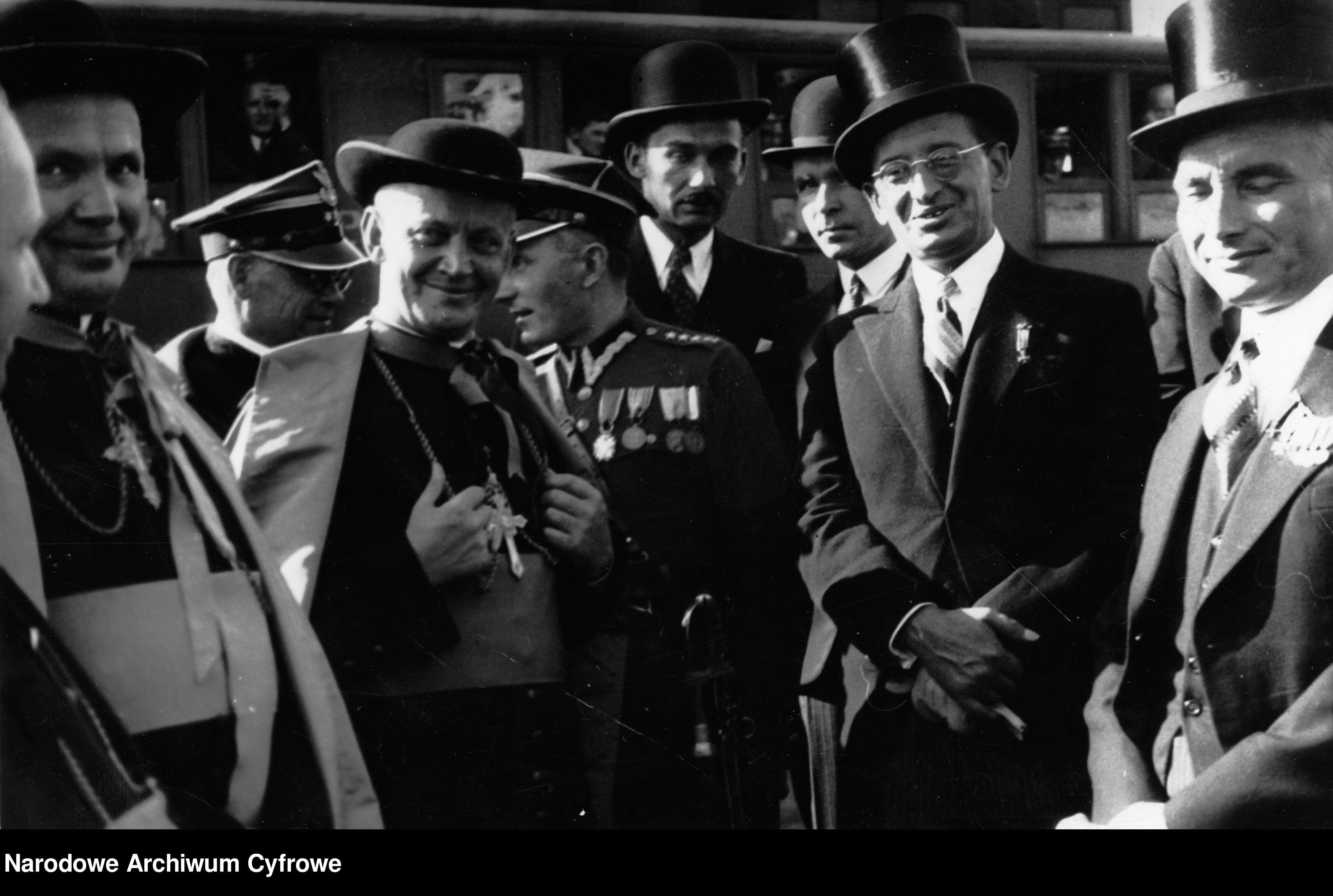
Uroczystość udzielenia sakry biskupiej Czesławowi Kaczmarkowi. Wacław Lutomski stoi pierwszy z prawej.

Wacław Lutomski (ur. 26 września 1889 w Łodzi, zm. ?) – kapitan piechoty Wojska Polskiego, wicewojewoda kielecki.

## Życiorys
Urodził się 26 września 1889 w Łodzi. Do Wojska Polskiego został przyjęty z byłej armii austro-węgierskiej.
W 1920 pełnił służbę w Wydziale II Sztabu Dowództwa Okręgu Generalnego Łódź na stanowisku kierownika referatu defensywy, a po reorganizacji przeprowadzonej w listopadzie 1921 w Oddziale II Sztabu Dowództwa Okręgu Korpusu Nr IV w Łodzi na stanowisku kierownika referatu kontroli.
12 kwietnia 1927 został mianowany kapitanem ze starszeństwem z 1 stycznia 1927 i 39. lokatą w korpusie oficerów piechoty. W sierpniu tego roku został przeniesiony z 28 Pułku Piechoty w Łodzi do kadry oficerów piechoty z równoczesnym przydziałem do DOK IV na stanowisko kierownika Samodzielnego Referatu Informacyjnego. 31 lipca 1930 został przydzielony do dyspozycji Ministerstwa Spraw Wewnętrznych na okres sześciu miesięcy. Następnie przedłużono mu przydział do 28 lutego 1931. Do rezerwy został przeniesiony z dniem 28 lutego 1931 z równoczesnym przeniesieniem w rezerwie do 28 pp. W 1934, jako oficer rezerwy pozostawał w ewidencji Powiatowej Komendy Uzupełnień Warszawa Łódź II. Posiadał przydział do Oficerskiej Kadry Okręgowej Nr IV. Był wówczas w grupie oficerów „powyżej 40 roku życia”.
24 lutego 1931 został zatrudniony w Urzędzie Wojewódzkim w Łodzi na stanowisku naczelnika Wydziału Bezpieczeństwa w V stopniu służbowym. W grudniu 1934 został przeniesiony do Urzędu Wojewódzkiego w Kielcach na takie samo stanowisko. Później w tym samym urzędzie został naczelnikiem Wydziału Społeczno-Politycznego. We wrześniu 1937 został mianowany wicewojewodą kieleckim.

## Ordery i odznaczenia
- Krzyż Niepodległości (20 stycznia 1931)[14][15]
- Krzyż Oficerski Orderu Odrodzenia Polski (10 listopada 1938)[16]
- Krzyż Walecznych[17]
- Srebrny Krzyż Zasługi (16 marca 1928)[18][17]
- Odznaka Pamiątkowa XXV-lecia Harcerstwa Ziemi Kieleckiej (17 lipca 1938)[19]